# Parallelia latifascia
Parallelia latifascia là một loài bướm đêm trong họ Erebidae.